# Maxe Baumann: Max auf Reisen
Max auf Reisen ist der dritte Schwank der Maxe-Baumann-Reihe aus dem Jahr 1978. Er wurde am 31. Dezember 1978 zum ersten Mal im Deutschen Fernsehfunk ausgestrahlt.

## Handlung
Es steht Weihnachten an. Maxe ist gerade dabei, in der Wohnung seines Sohnes den schon stark in Mitleid gezogenen Weihnachtsbaum zu schmücken, als Erna Mischke kommt. Sie hat für Maxe die Aufgabe, die diesjährige Silvesterfeier im Betriebsferienheim „Schwarzer Hirsch“ im thüringischen Auenthal zu planen und auszurichten, da die eigentliche Planerin des Betriebs, in dem auch Maxe vor seinem Rentnerdasein tätig war, an Grippe erkrankt ist. Maxe Baumann sagt aber zunächst ab, denn er will Weihnachten einmal mit seiner Familie verbringen.
Sein Enkel Jens teilt ihm später mit, dass seine neue Freundin Constanze schwanger ist und er Urgroßvater wird. Dabei gibt es aber einen Haken: Jens Baumann ist schwer betrübt, denn Constanze will das Kind nicht, das Paar ist im Streit. Maxe freut sich über das Urenkelkind und versucht, seinen Enkel wieder aufzubauen.
Während der Gespräche stellt sich heraus, dass der Weihnachtsbaum nicht mehr zu retten ist. Maxe schickt seinen Sohn heimlich nach draußen, um einen neuen zu kaufen, denn Waltraut soll nicht mitbekommen, dass er sich vom Spekulatiusbacken entfernt.
Als Horst betrunken wieder eintrifft und die Spekulatius verbrannt sind, ist Waltraut komplett sauer, Maxe und Hertha fliehen ins Betriebsferienheim und er fängt nach Begrüßung durch Heimleiter Benno Grieshübel doch an, das Silvesterprogramm zu planen. Da allerdings momentan dort Betriebsurlaub ist, ist das Gebäude bis auf die Zimmer des Leiters nicht beheizt.
Erna und Ferdinand Mischke sind dort sehr überrascht vom Kommen Maxes, Ferdinand reist aus Frust sofort ab, auch weil in seinem Zimmer ein Schreckschussgewehr hängt, was ihm am Empfang losging und er daraufhin das Ferienheim als gefährlich ansieht und den Heimleiter Benno Grießhübel dafür verantwortlich macht.
Maxe bestellt außerdem die Mutter von Constanze, Marlene, mittels Telegramm zu sich, um über die Enkelangelegenheit zu reden, denn sie ist mit dafür verantwortlich, dass Constanze das Kind nicht will. Dabei versucht er, mit verschiedenen Märchen und Erzählungen als Beispiel, Marlene vom Enkelkind und der Zukunft der beiden zu überzeugen. Unterdessen versucht Erna, die von Maxe zur Dispatcherin ernannt wurde, vergeblich, Berühmtheiten für die Silvesterfeier zu engagieren.
Später kommen auch Horst und Waltraut wieder hinzu, sodass sie und Erna nun versuchen, selber einen Tanz vom Fernsehballett einzuüben, um wenigstens etwas fürs Programm zu haben.
Constanze rennt nach einem Gespräch mit Waltraut weg, sie wollte ihr das Kind ebenfalls ausreden. Nachdem man das Kind draußen wiederfindet, sind alle für das Enkelkind, das Paar ist nun endlich glücklich.
Unterdessen versucht Erna ihren Mann telefonisch zu erreichen, es antworten aber Frauen, und Erna denkt, dass sie betrogen wird. Am Ende jedoch stellt sich heraus, dass das die von Ferdinand engagierten Frauen vom Fernsehballett waren, die den von Erna, Horst und Waltraut eingeübten Tanz übernehmen sollen.
Am Ende feiern alle das Fernsehballett und freuen sich auf Silvester und das (Ur-)Enkelkind.

## Kuriosität
„Der mit seiner Lampe, der sieht aus wie einer vom Fernsehen.“ Gemeint ist der durch die „Rumpelkammer“ zur Legende gewordene Willi Schwabe, für den die Rolle des Benno Grieshübel auch ganz offensichtlich geschrieben wurde, auch was die effeminierte Attitüde betrifft. Warum letztlich Gerry Wolff die Rolle übernahm, ist eine offene Frage.